# Minorité rom de Hongrie
La minorité rom de Hongrie (Magyarországi roma kisebbség) désigne une minorité ethnique reconnue officiellement par la loi hongroise sur les minorités nationales et ethniques. Celle-ci lui confère une réalité statistique et politico-administrative, laquelle s'exprime à travers les collectivités des minorités (kisebbségi önkormányzat). Ces organes représentatifs du peuple rom disposent de compétences particulières pour fixer le calendrier des fêtes et célébrations, contribuer à la préservation des traditions roms et participer à l'éducation publique. Ces collectivités particulières peuvent ainsi gérer des théâtres publics, des bibliothèques, des institutions scientifiques et artistiques, attribuer des bourses d'études et dispenser de services en direction de leur communauté (aides juridiques notamment).
La communauté des roms hongrois ne correspond pas à une population homogène sur les plans linguistique, culturel ou religieux. Elle est constituée de plusieurs groupes ayant chacun son histoire propre, souvent très localisée, et entretenant ainsi une relation spécifique avec le reste de la population hongroise.
Selon le dernier recensement, effectué en 2011, il y avait 315,583 Roms en Hongrie, soit 3,2 % de la population totale.
On estime que le nombre de Roms en Hongrie est compris entre 600 000 et 800 000, soit 8,8 % de la population du pays,.

## Histoire
Depuis la chute du communisme nombre de personnes d'origine rom se sont retrouvées sans emploi après la fermeture des usines et vivent depuis dans une grande pauvreté. Leur quotidien est désormais émaillé de discriminations, voire de ségrégation, y compris à l'école.
En 2009, six Roms sont tués dans une série d'attentats organisée par des militants d’extrême droite.
En 2019, le mouvement d’extrême droite anti-Roms Légion nationale s'organise en milice.

### Les Roms des Carpates

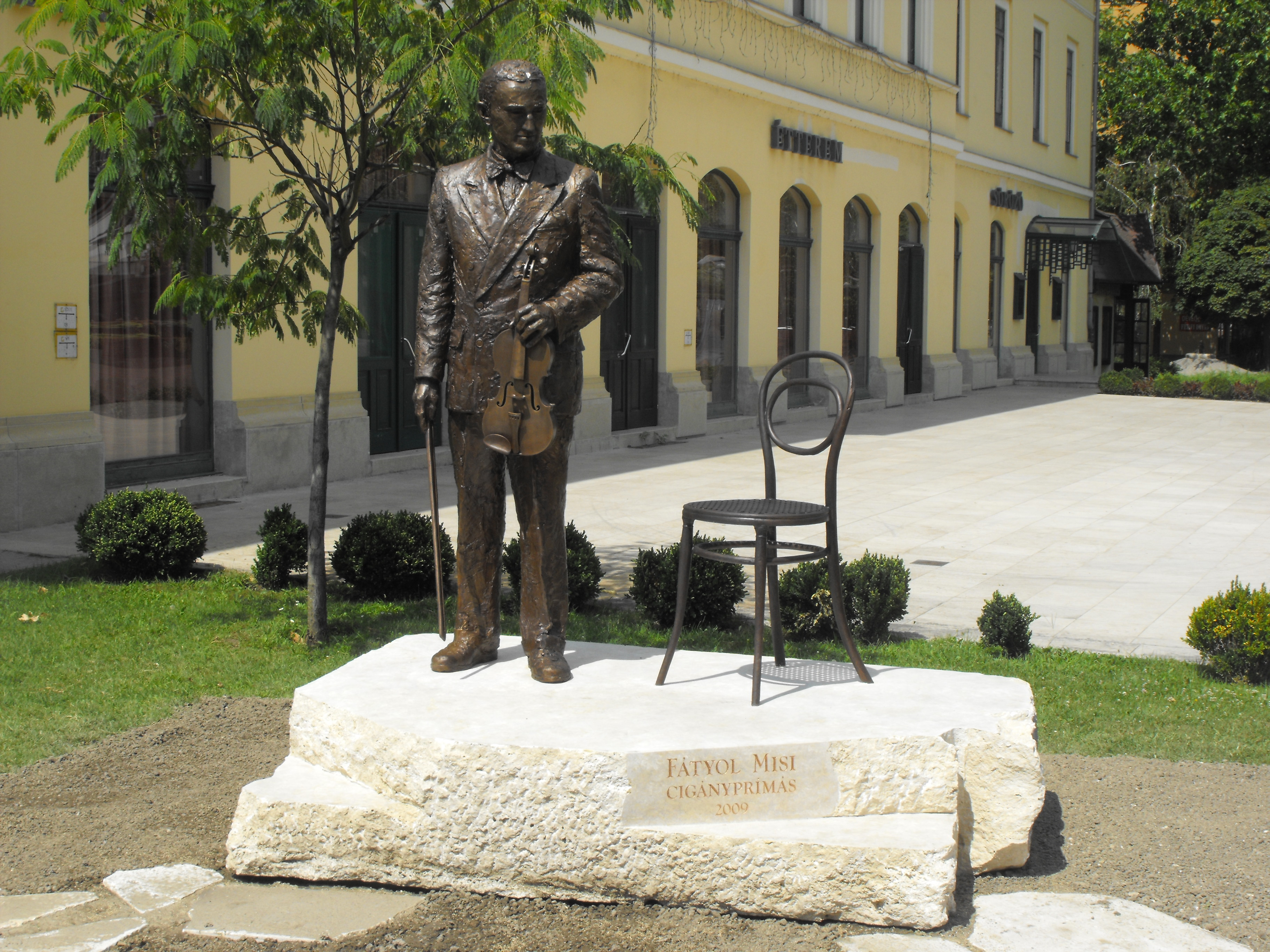
Statue de Mihály Fátyol, hercegprimás violoniste à Makó.

Les Roms des Carpates (kárpáti cigány) sont le groupe rom le plus ancien (XVe siècle) et le plus important du bassin des Carpates. Cette classification ethnographique n'a pas forcément de valeur pour les populations ainsi désignées mais elle met en évidence l'existence de plusieurs groupes ne parlant plus - ou de façon très marginale - de dialecte romani. Ces groupes sont souvent assimilés aux populations dominantes des différentes régions de la plaine hongroise et parlent le plus souvent leur langue (croate, serbe, slovaque, etc.). Les Roms des Carpates de langue hongroise sont quant à eux désignés sous le terme spécifique de Magyartziganes (magyarcigány en hongrois ou romungro en romani). Contrairement à la catégorie des Roms des Carpates qui est davantage conceptuelle qu'empirique, les Magyartziganes correspondent à un mouvement revendicatif datant du XVIIIe siècle autour du concept de tziganité hongroise (magyarcigányság).

### Les Sintis

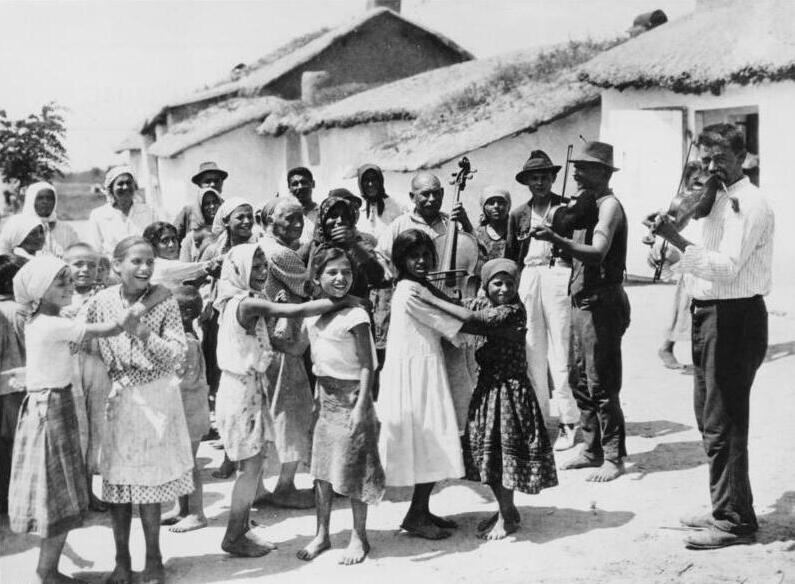
Des Sintis et des Roms de Hongrie dans un village hongrois.

Les Sintis (szintó en hongrois, sinto en romani) ou Roms allemands (német cigány) sont un groupe proche du point de vue ethnographique des Roms des Carpates. Leur dialecte romani est fortement marqué par des emprunts à l'allemand. Liés à des troupes de cirque, les Sintis circulent en Europe centrale mais sont souvent de nationalité allemande ou italienne. Après la Seconde Guerre mondiale, quelques groupes sintis se sont installés en Hongrie.

### Les Beás
Les Beás sont des groupes parlant une vieille forme du roumain et se définissant comme tziganes ou Beás. Ils rejettent formellement le terme Rom. Leurs métiers traditionnels relèvent du travail du bois, de le main d'œuvre agricole et du secteur de la construction. Il existe trois sous-groupes répartis dans trois régions hongroises : les Árgyelán dans les comitats de Somogy, Tolna et Baranya (patronymes les plus répandus : Bogdán, Ignácz, Kalányos et Orsós), les Muncsán dans les environs d'Alsószentmárton (patronymes : Csinos, Morás) et les Ticsán autour de Füzesabony et Tiszafüred. Ces derniers portent des patronymes à consonance roumaine (Nyerlucz, Serbán, Lingurár) et vivent spécifiquement du commerce et de l'artisanat de l'osier. Beaucoup d'entre eux sont ainsi visibles au bord de la route 33 qui traverse l'Hortobágy vers Debrecen.

### Les Gábor
Les Roms Gábor (en raison de leur patronyme) vivent pour la plupart d'entre eux en Transylvanie ou au bord de la rivière Niraj. Désignés également sous le nom de kalapos Gábor, les hommes sont facilement reconnaissables à leurs chapeaux et leurs grosses moustaches et les femmes à leurs longues robes colorées. De langue hongroise ou romani, leur secteur d'activités de prédilection est la zinguerie ou la couverture des maisons. De condition sociale plutôt bonne, ils commercent de plus en plus avec le reste de l'Europe. Ils sont majoritairement de religion adventiste et sont connus pour leurs palais baroques de Transylvanie.

## Démographie

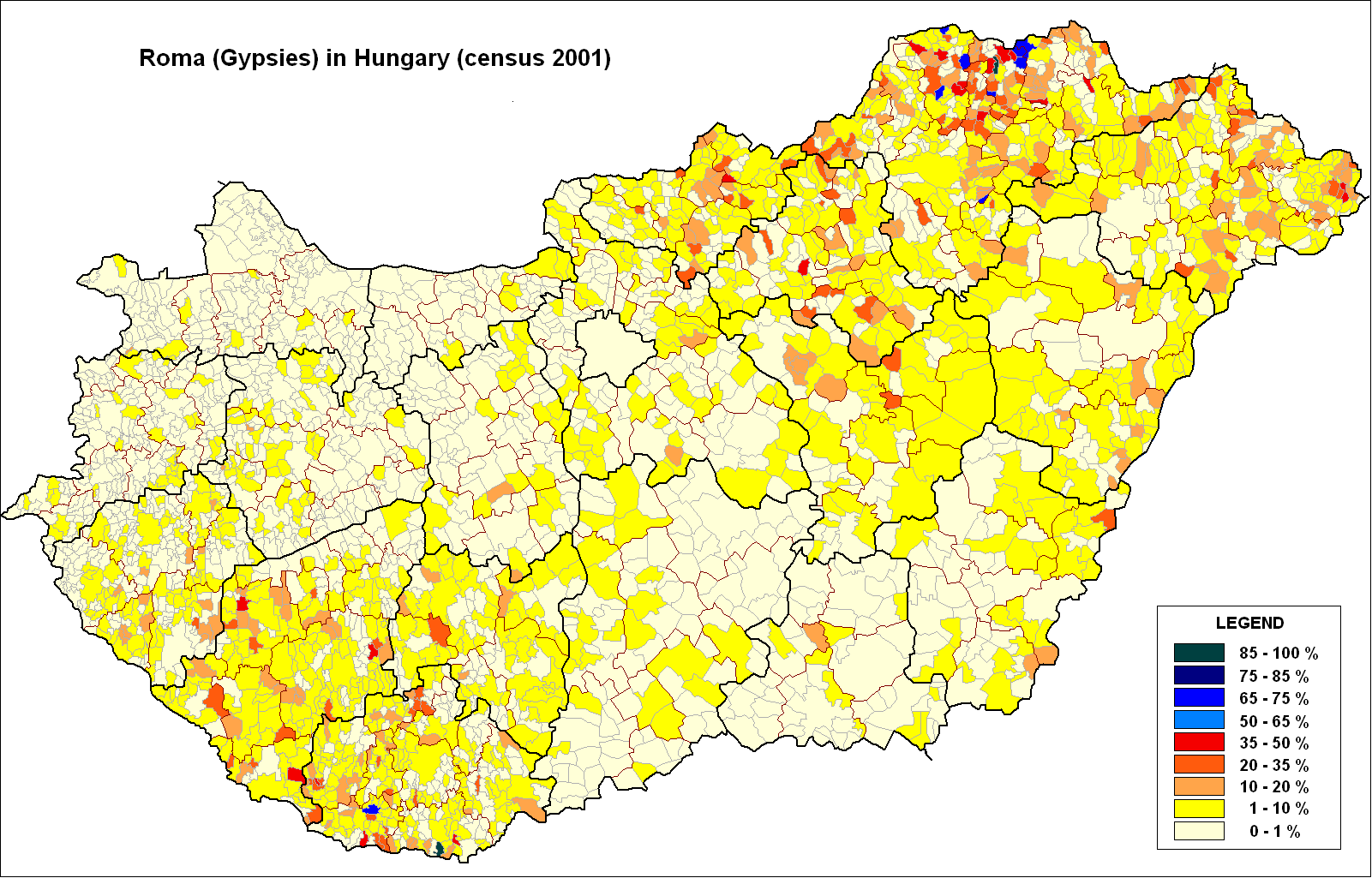
Pourcentage de population tsigane en Hongrie par micro-région (recensement de 2001)

Les données disponibles concernant les Tsiganes de Hongrie sont contradictoires. Celles des recensements officiels sont inférieures d'un ordre de grandeur aux autres estimations. Ce phénomène peut également être observé quant à d'autres minorités de Hongrie. C'est pourquoi les scientifiques, les différents forums de la vie politique, ainsi que les autorités, les institutions et autres organismes, n'opèrent pas sur la base des recensements, mais des autres données mesurées et estimées.
On estime en général leur effectif en Hongrie à 600 à 800 mille personnes en 2008, soit 6 à 8 % de la population. Cette proportion est analogue par exemple à celle des Hongrois de Roumanie, et en nombre comme en proportion il s'agit donc de l'une des minorités les plus importantes d'Europe.
| année | donnée de recensement | donnée de recensement       | autre donnée    | source de la donnée                                  |
| ----- | --------------------- | --------------------------- | --------------- | ---------------------------------------------------- |
| année | total                 | de langue maternelle romani | autre donnée    | source de la donnée                                  |
| 1960  | 56 121                | 25 633                      |                 |                                                      |
| 1967  |                       |                             | 200 000         | estimation de Huttinger                              |
| 1970  |                       | 34 957                      |                 |                                                      |
| 1971  |                       |                             | 320 000         | estimation de Kemény                                 |
| 1980  |                       | 27 915                      | 341 000         | classification par les agents du recensement         |
| 1990  | 142 683               | 48 072                      |                 |                                                      |
| 1993  |                       |                             | plus de 500 000 | estimation de Kemény                                 |
| 1994  |                       |                             | plus de 400 000 | estimation de l'Office central de statistiques (KSH) |
| 2001  | 189 984               |                             |                 |                                                      |
| 2011  | 308 957               |                             |                 |                                                      |

## Culture et langues

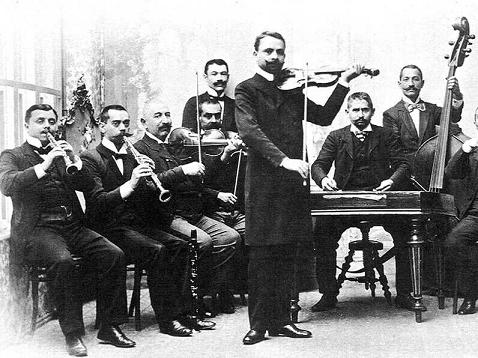
Groupe tzigane de Cluj-Napoca.

### Calendrier des fêtes
La minorité rom de Hongrie reconnaît cinq fêtes et jours fériés à l'échelle de la collectivité. La journée mondiale des Roms (Roma világnap) a lieu le 8 avril en célébration de la réunion du premier congrès mondial rom en 1971. C'est à l'occasion de ce congrès qu'ont été adoptés le drapeau officiel, la devise et l'hymne rom. Le 2 août a lieu le jour commémoratif de Porajmos (Porrajmos emléknap). Porrajmos, pharajimos, samudaripe ou encore kali traš renvoient dans les différents dialectes romani au génocide des Roms durant la Seconde Guerre mondiale. Cette date symbolique renvoie à la nuit pendant laquelle plusieurs milliers de Roms ont été tués de sang froid dans le camp d'Auschwitz.
Les Roms catholiques participent aux mêmes offices et célébrations que les catholiques de leurs paroisses mais adoptent une ferveur particulière devant le culte de la vierge Marie. Les Roms orthodoxes originaires des Balkans consacrent même le 28 août une festivité entièrement dédiée à la mère de Jésus. C'est l'occasion de tenir des banquets sur la place publique, de danser, boire et chanter pendant de longues heures. Les Roms musulmans aussi prennent part à ces célébrations.
Les fêtes chrétiennes autour de Marie sont souvent l'occasion de grands pèlerinages roms (cigánybúcsú) dans des sanctuaires qui lui sont dédiés. Ces pèlerinages ont une dimension autant sacrée que laïque. Ils sont structurants de la socialisation de nombreuses parentèles roms et sont l'occasion de régler les problèmes internes à la communauté, de faire affaires ou encore de trouver des filles à marier pour les jeunes hommes. Les pèlerinages significatifs sont celui de Lourdes, de Csatka le 8 septembre lors de la fête de la nativité (Kisboldogasszony napjá), de Máriagyűd (ville de Siklós) le jour de la Pentecôte et Máriapócs pour le jour de l'exaltation de la sainte Croix (Szent Kereszt felmagasztalása), dans la première quinzaine de septembre.
Il existe également le pèlerinage international autour de Sara la noire (Kali Sara) entre le 24 et 26 mai aux Saintes-Maries-de-la-Mer. Enfin, le 9 août est consacré à la mémoire d'El Pelé, de son nom civil Ceferino Giménez Malla, chanteur gitan espagnol né en 1861 et béatifié par Jean-Paul II en 1997 en raison de sa grande piété.

## Institutions minoritaires

### Institutions culturelles
La collectivité des minorités des Roms de Hongrie dispose de plusieurs institutions au niveau national, comital et local. Au niveau national, elles sont les suivantes : la bibliothèque nationale et centre d'archives et de documentation (Országos Roma Könyvtár, Levél- és Dokumentumtár), le réseau des instituts en faveur de la culture et de l'emploi des minorités (Kisebbségi Kulturális és Foglalkoztatási Módszertani Intézményhálózat), le centre national rom de l'information et des médias (Országos Roma Információs és Médiacentrum), la galerie rom d'intérêt national des collections de musée et des expositions (Országos Roma Közérdekű Muzeális Gyűjtemény és Kiállítási Galéria).